# Strigopodia resinae
Strigopodia resinae är en svampart som först beskrevs av Sacc. & Bres., och fick sitt nu gällande namn av S. Hughes 1968. Strigopodia resinae ingår i släktet Strigopodia och familjen Euantennariaceae.   Inga underarter finns listade i Catalogue of Life.